# Boss Alien
BossAlien ist ein Entwicklungsstudio für Videospiele mit Sitz in Brighton. BossAlien wurde im Juni 2011 von ehemaligen Mitarbeitern von Disneys Black Rock Studio gegründet. Im Juli 2012 wurde BossAlien Ltd von NaturalMotion Games Ltd übernommen. Zynga übernahm NaturalMotion im Januar 2014.
Die bislang bemerkenswerteste Veröffentlichung ist das kostenlose Drag-Racing Spiel CSR Racing, das im Juni 2012 für iOS und später für Android veröffentlicht wurde. Der Nachfolgetitel CSR Classics wurde im Oktober 2013 für iOS veröffentlicht.

## Entwickelte Spiele
| CSR Racing   | 2012 | Android, iOS, macOS, Windows Phone |
| CSR Classics | 2013 | Android, iOS                       |
| CSR Racing 2 | 2016 | Android, iOS                       |